# Sači Kagava
Sači Kagava (japonsko 香川 幸), japonski nogometaš, Hirošima, Japonska.
Za japonsko reprezentanco je odigral dve uradni tekmi.